# Endostemon albus
Endostemon albus là một loài thực vật có hoa trong họ Hoa môi. Loài này được A.J.Paton, Harley & M.M.Harley mô tả khoa học đầu tiên năm 1994.